# Большая Сюрва
Большая Сюрва — река в России, протекает в Карагайском районе Пермского края. Устье реки находится в 12 км по левому берегу реки Сюрва, Большая Сюрва образует её сливаясь с Малой Сюрвой. Длина реки составляет 21 км.
Исток реки в лесах на Верхнекамской возвышенности близ границы Кудымкарского района в 15 км к юго-западу от села Нердва. Река течёт на юго-восток, протекает урочища Тишино, Гавята, деревни Викулята, Мишино, Куздеры, Торгушино, Брагино. Притоки — Шумиха, Изящерка (левые). Является правой составляющей Сюрвы.